# Тутти

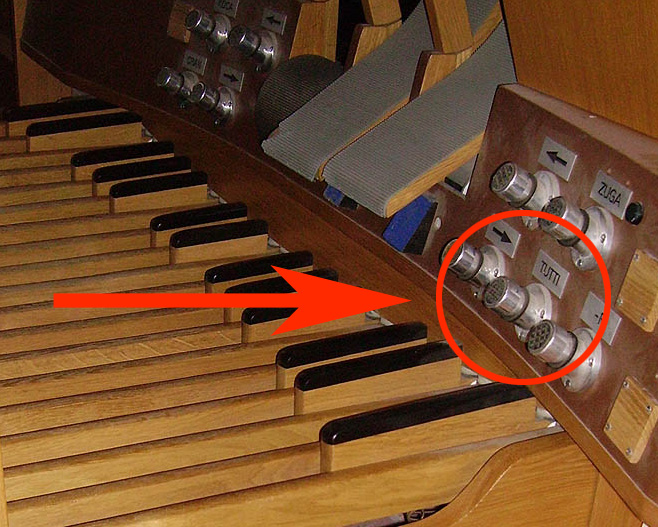
Педаль тутти ножной клавиатуры орга́на

Ту́тти (от итал. tutti «все, весь») — музыкальный термин, имеющий два значения:
Тутти — как противоположность понятию соло, то есть исполнение музыки полным составом оркестра или хора. В партитуре исполняемого произведения в этом месте ставят слово-знак Tutti. Как правило, фрагмент исполнения тутти следует непосредственно за фрагментом соло, с тем, чтобы дать солировавшему участнику возможность отдыха и подготовки к продолжению исполнения, а слушателям точнее ощутить на контрасте нюансы произведения.
Тутти — специальная кнопка орга́на.
В органной музыке термин тутти также означает полное звучание. Под ним понимают одновременную работу соответствующих труб всех регистров. Для упрощения осуществления такого пассажа клавиатура орга́нов и содержит специальную кнопку, обычно ножную. Её первое нажатие включает все регистры и копулы, а повторное возвращает к предыдущим настройкам.